# Feuille de bananier

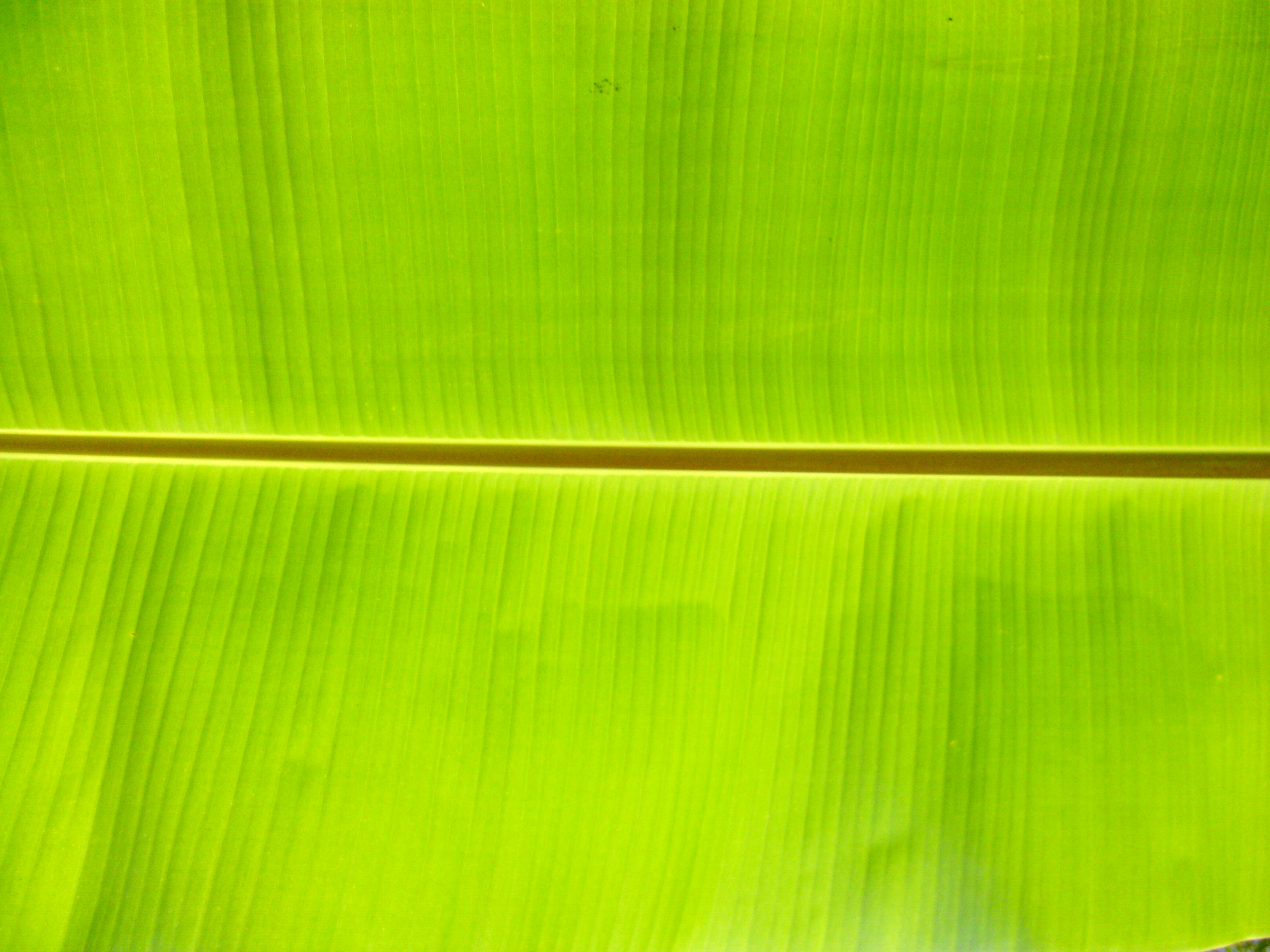
Feuille de bananier.

La feuille de bananier est une feuille issue du bananier, qui peut produire jusqu'à 40 feuilles au cours d'un cycle de croissance. Les feuilles ont un large éventail d'applications car elles sont grandes, flexibles, imperméables et décoratives. Elles sont utilisées pour cuisiner, emballer et servir les aliments dans un large éventail de cuisines des régions tropicales et subtropicales (tel que le four polynésien). Elles sont utilisés à des fins décoratives et symboliques dans de nombreuses cérémonies hindoues et bouddhistes. Dans la construction traditionnelle de maisons dans les régions tropicales, les toits et les clôtures sont faits de chaume de feuilles de bananier sèches. Les feuilles de bananier et de palmier étaient historiquement les principaux supports d'écriture dans de nombreuses nations d'Asie du Sud et Sud-Est. 

## Galerie

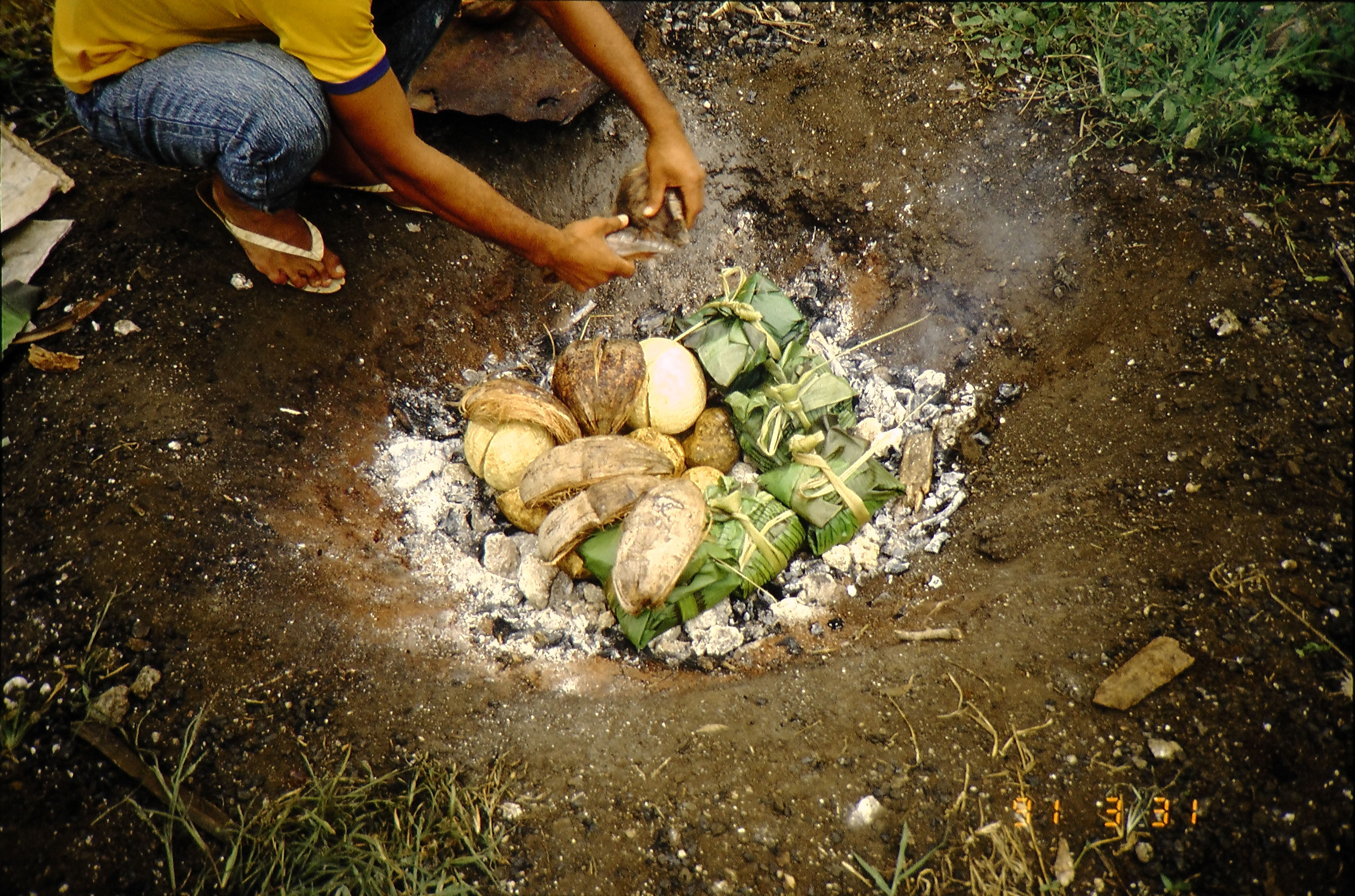
Four polynésien dans l'île de ‘Eua aux Tonga. La nourriture à cuire s'y dispose enveloppée dans des feuilles de bananier.
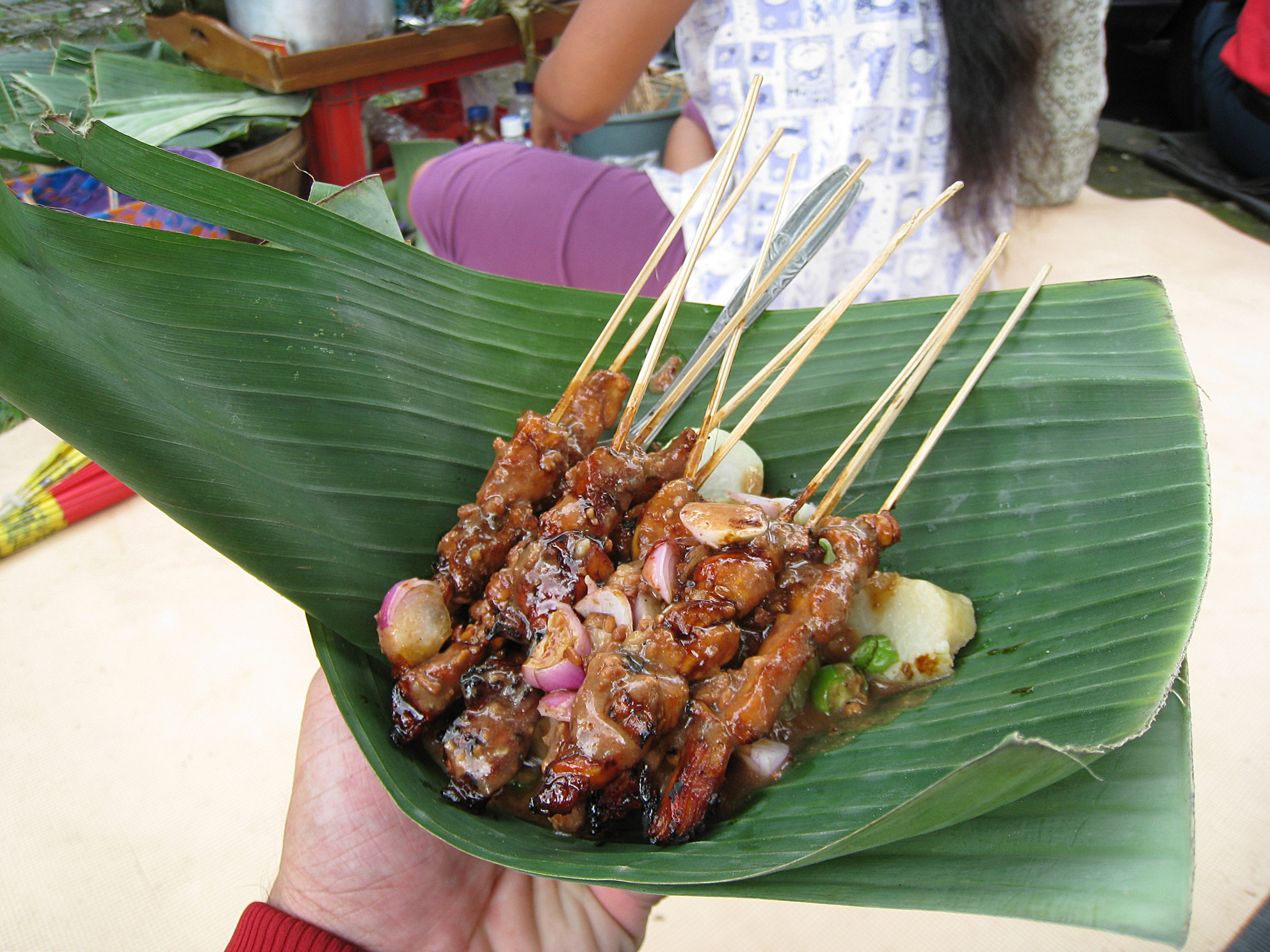
Des satay (brochettes) de poulet servis sur une feuille de bananier, sur l'île de Java en Indonésie.
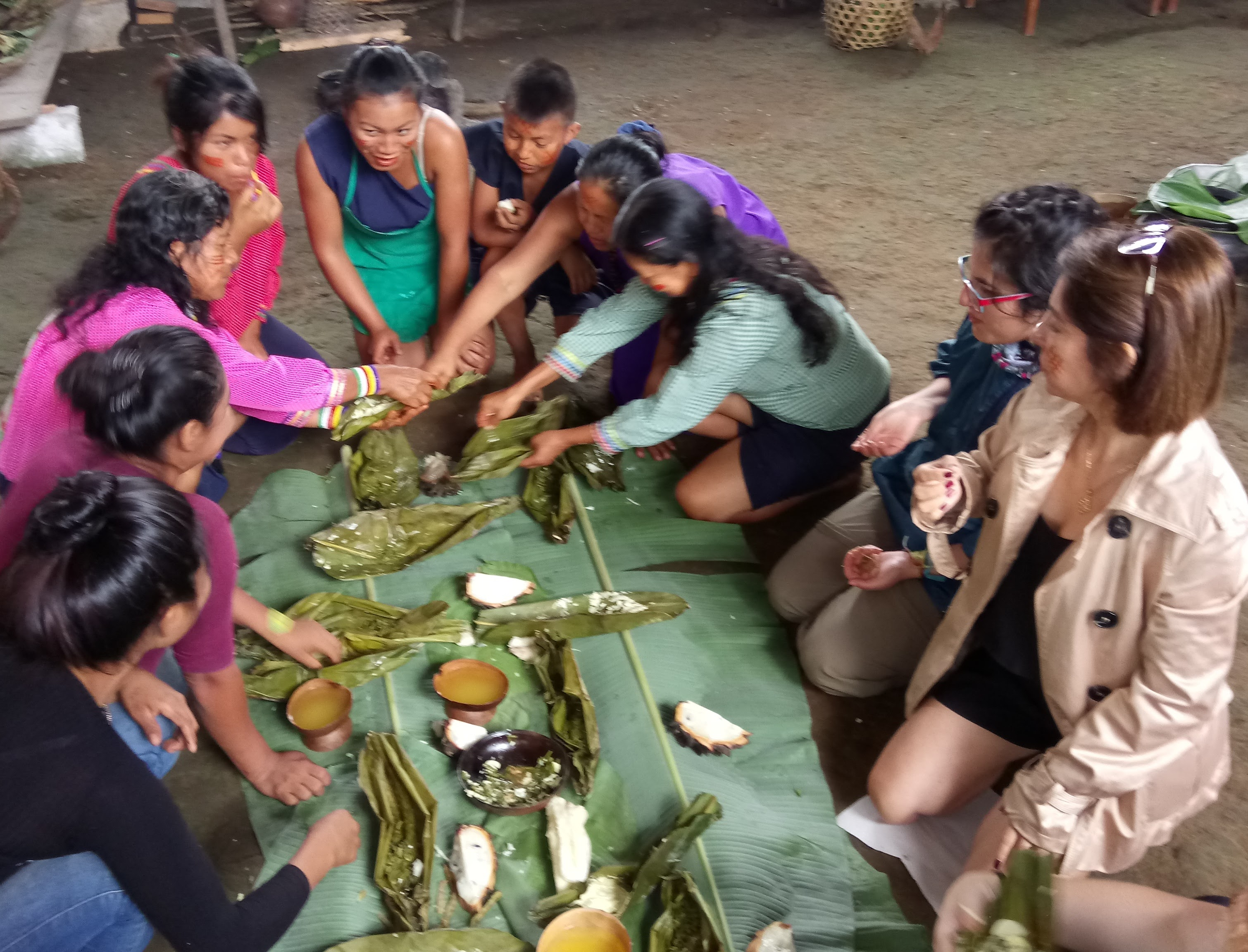
Un repas sur feuille de bananier, dans un village Quijos-Quechua en Équateur.
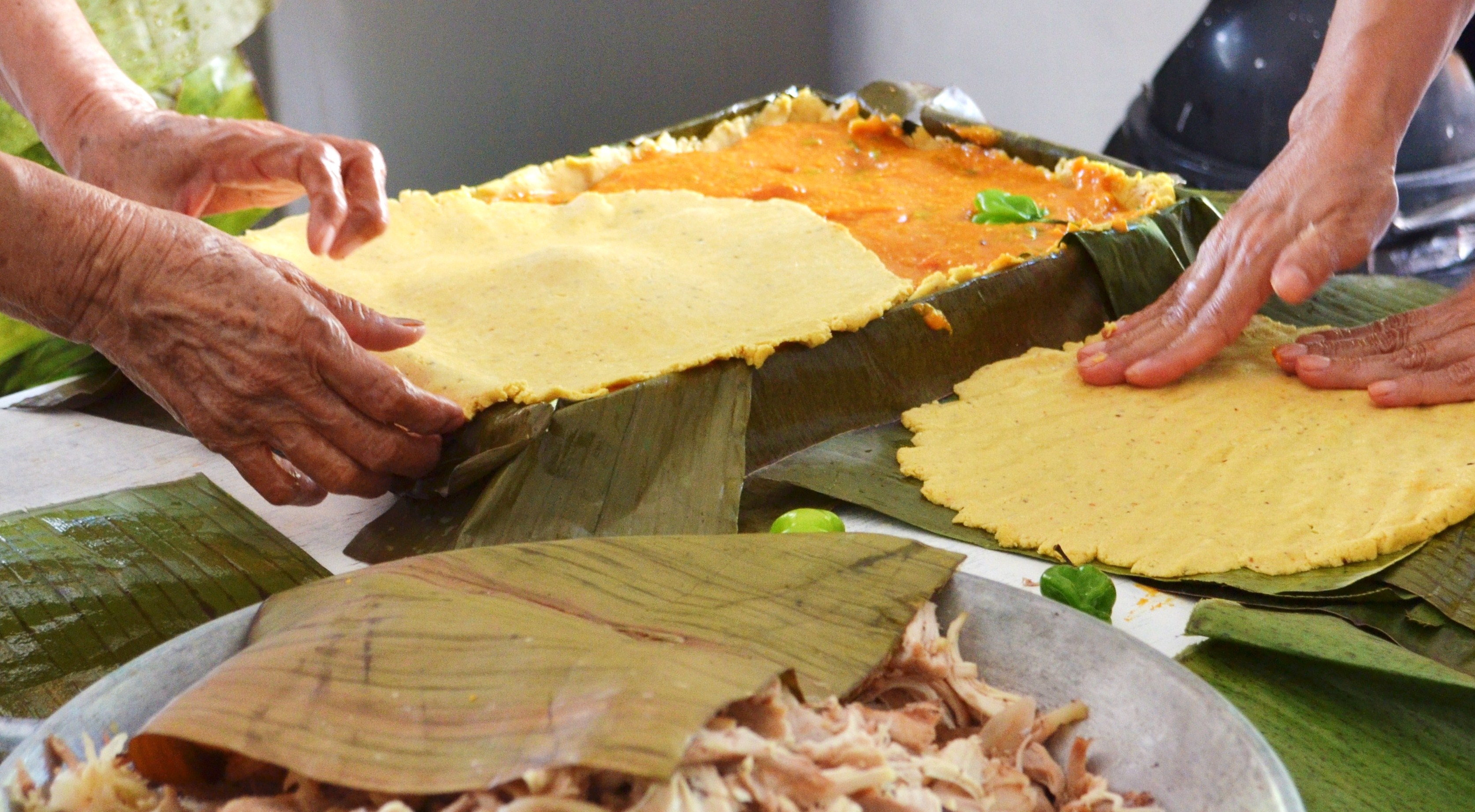
Préparation d'un repas à cuire au Píib, à l'occasion du Jour des Morts dans la région du Yucatán, au Mexique.
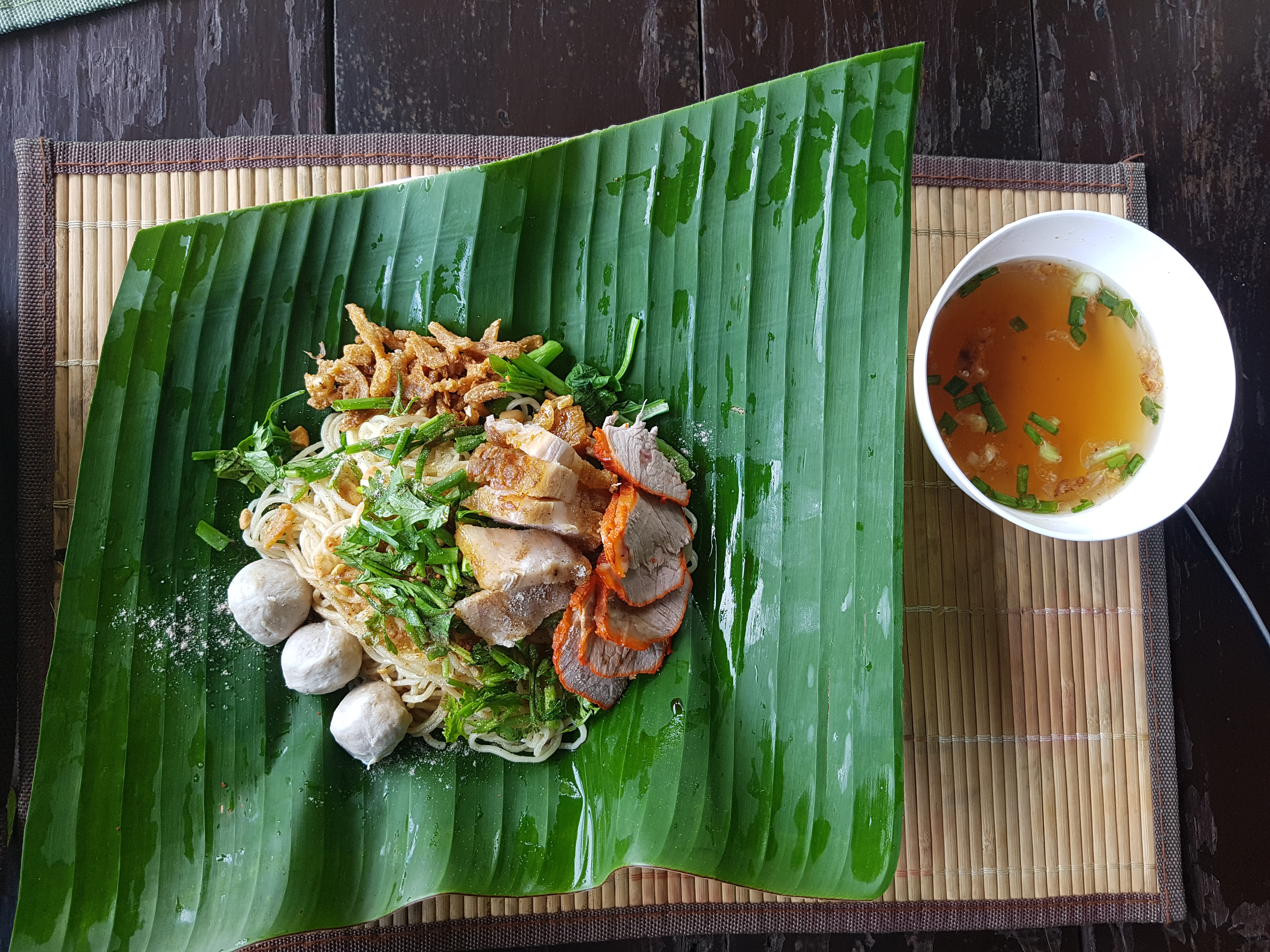
Des fried noodles (nouilles sautées) sur une feuille de bananier à Chiang Rai, Thaïlande.
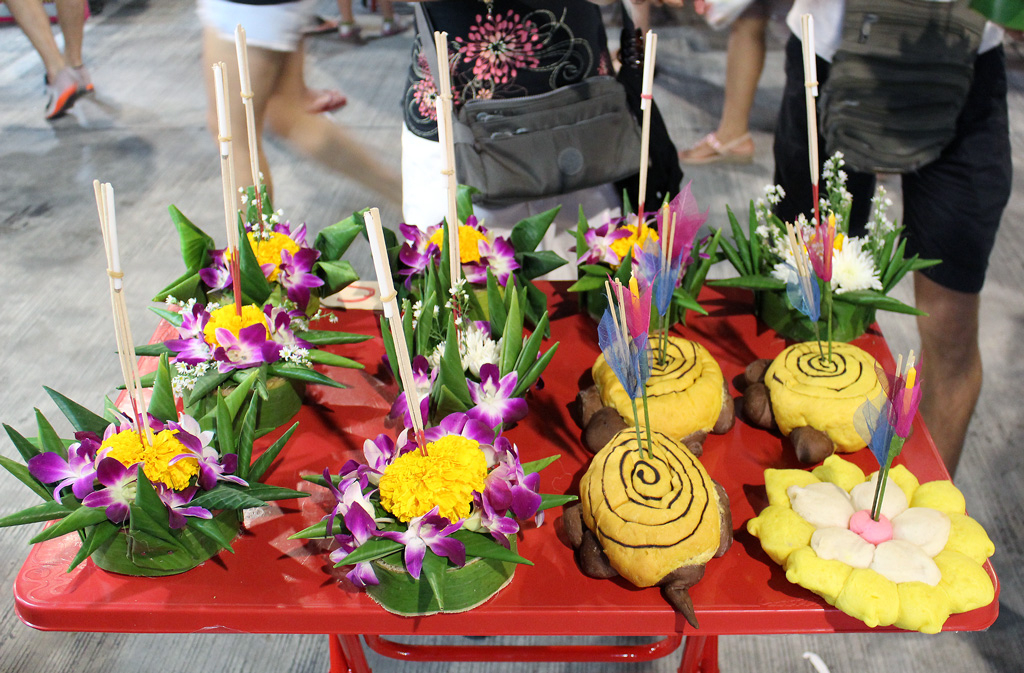
Des krathong ornés de feuilles de bananier en vente à Koh Samui, à l'occasion de Loi Krathong.
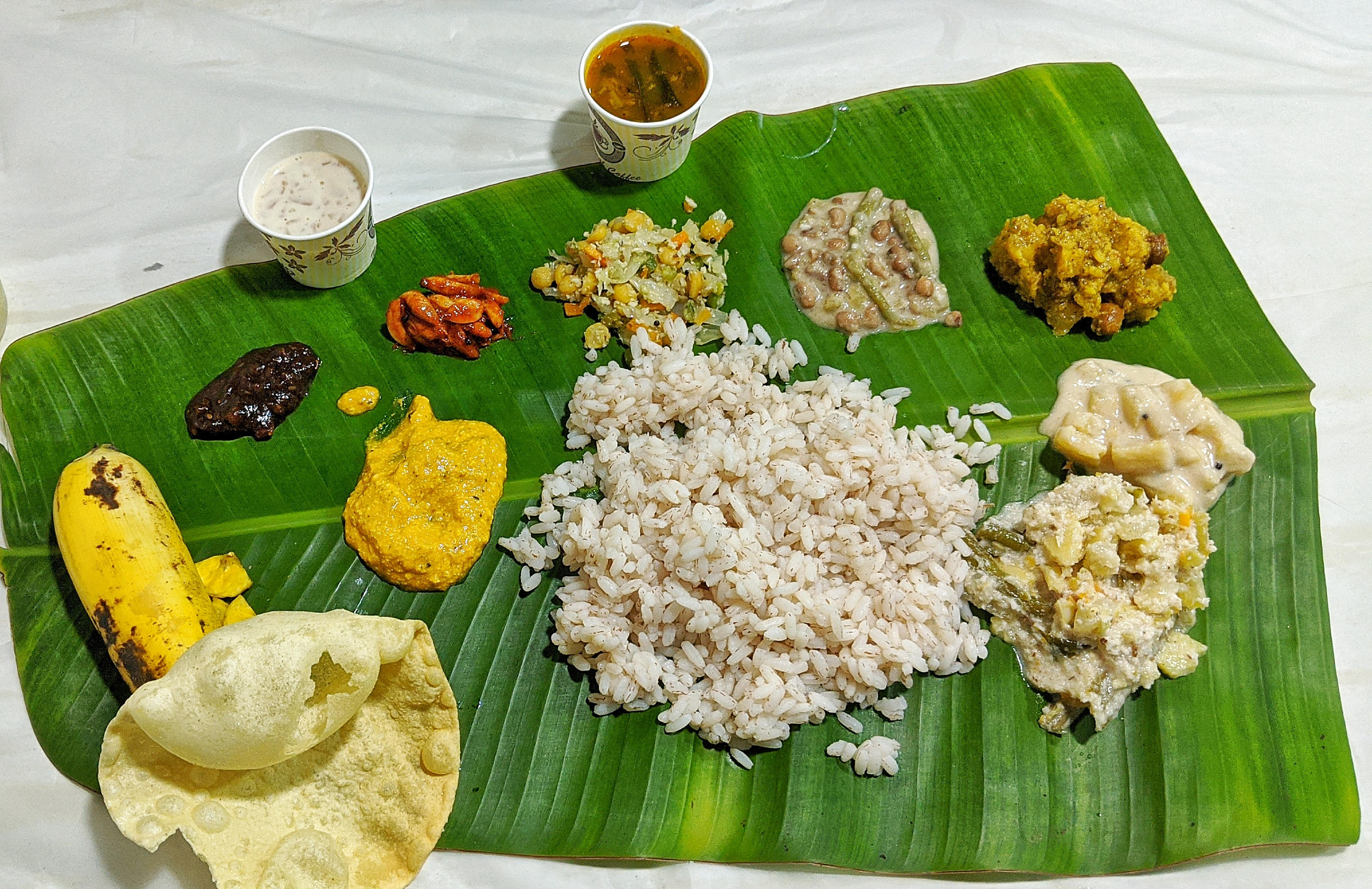
Un oonu ou thali, repas du Kerala, dans le sud de l'Inde.
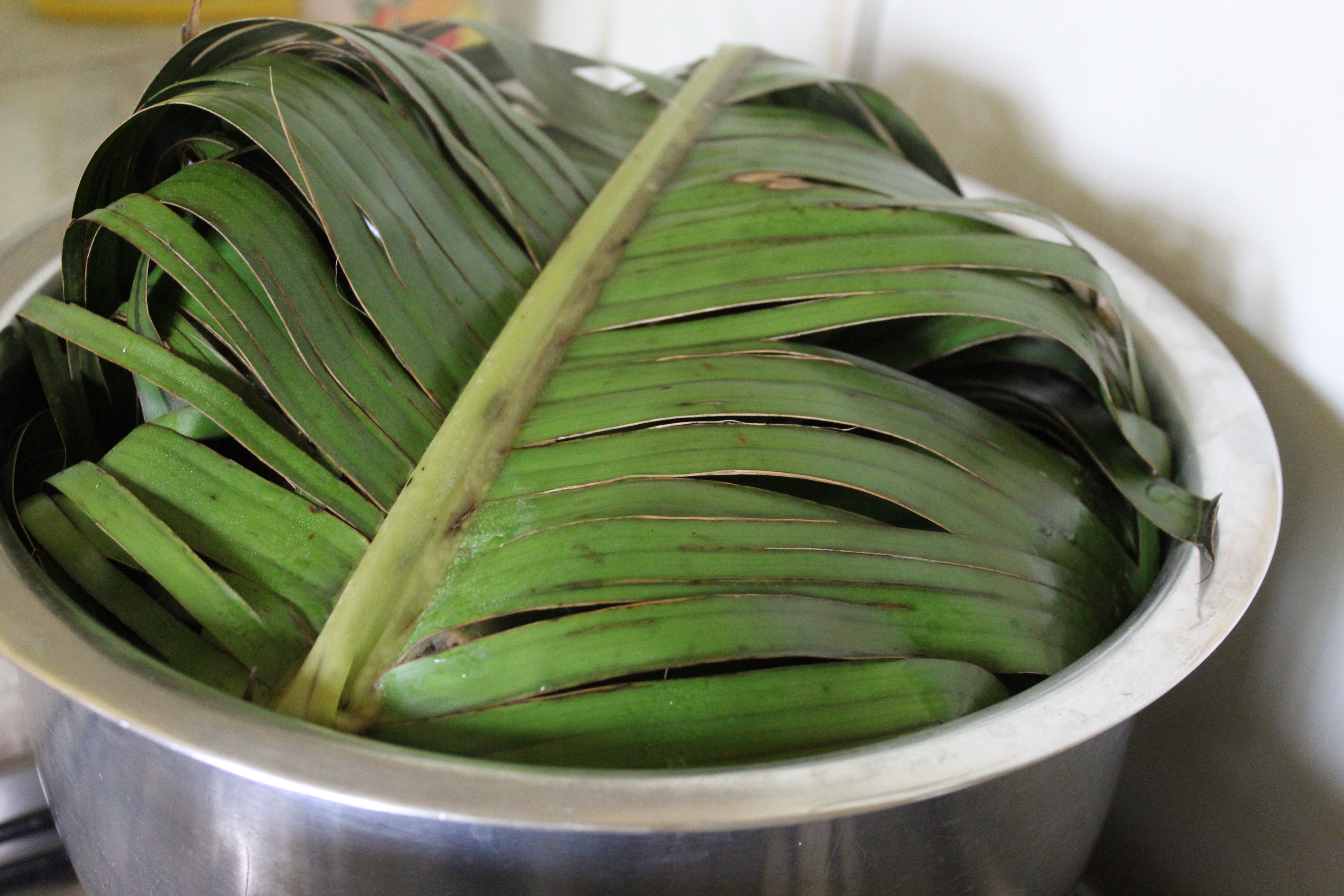
Au Kenya, la feuille de bananier peut servir de couvert et d'isolant lors de la cuisson sur un sufuria, la marmite est-africaine.
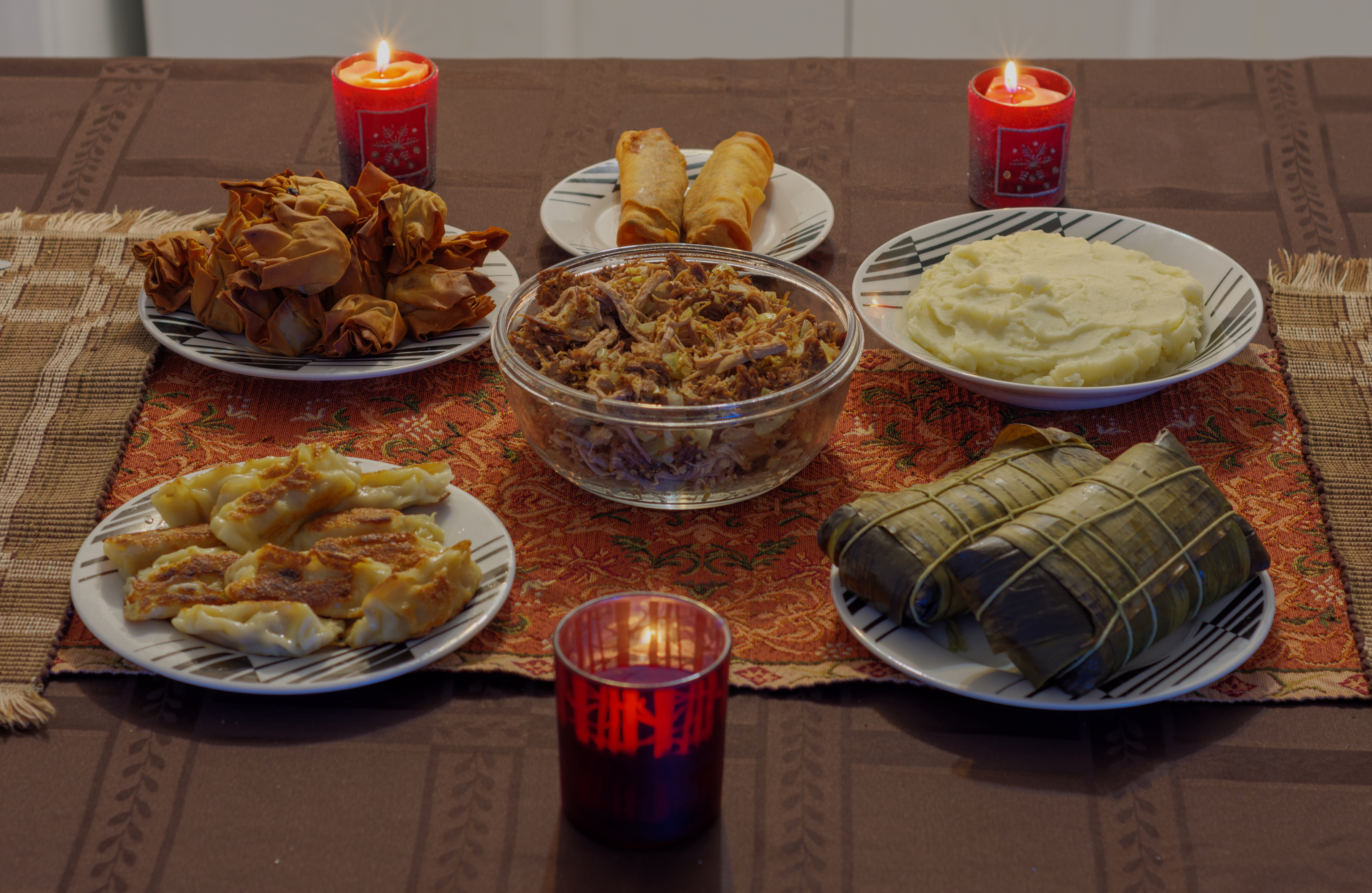
Un repas de Noël vénézuélien. Des hallacas, papillotes méso et sud-américaines, sont disposés sur l'assiette en bas à droite
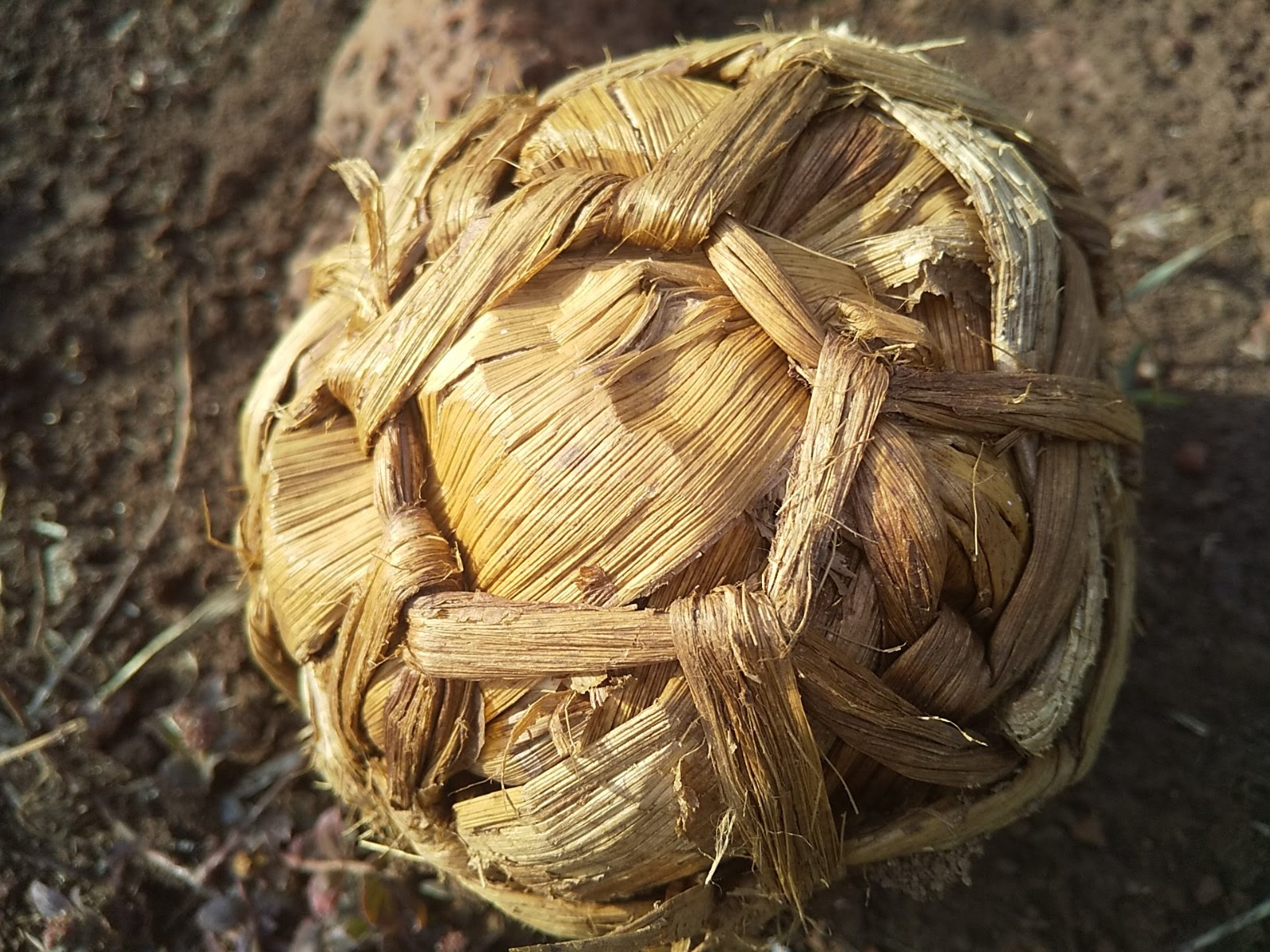
Un ballon de football en Ouganda, fait de feuilles et de fibres séchées de bananier nouées.
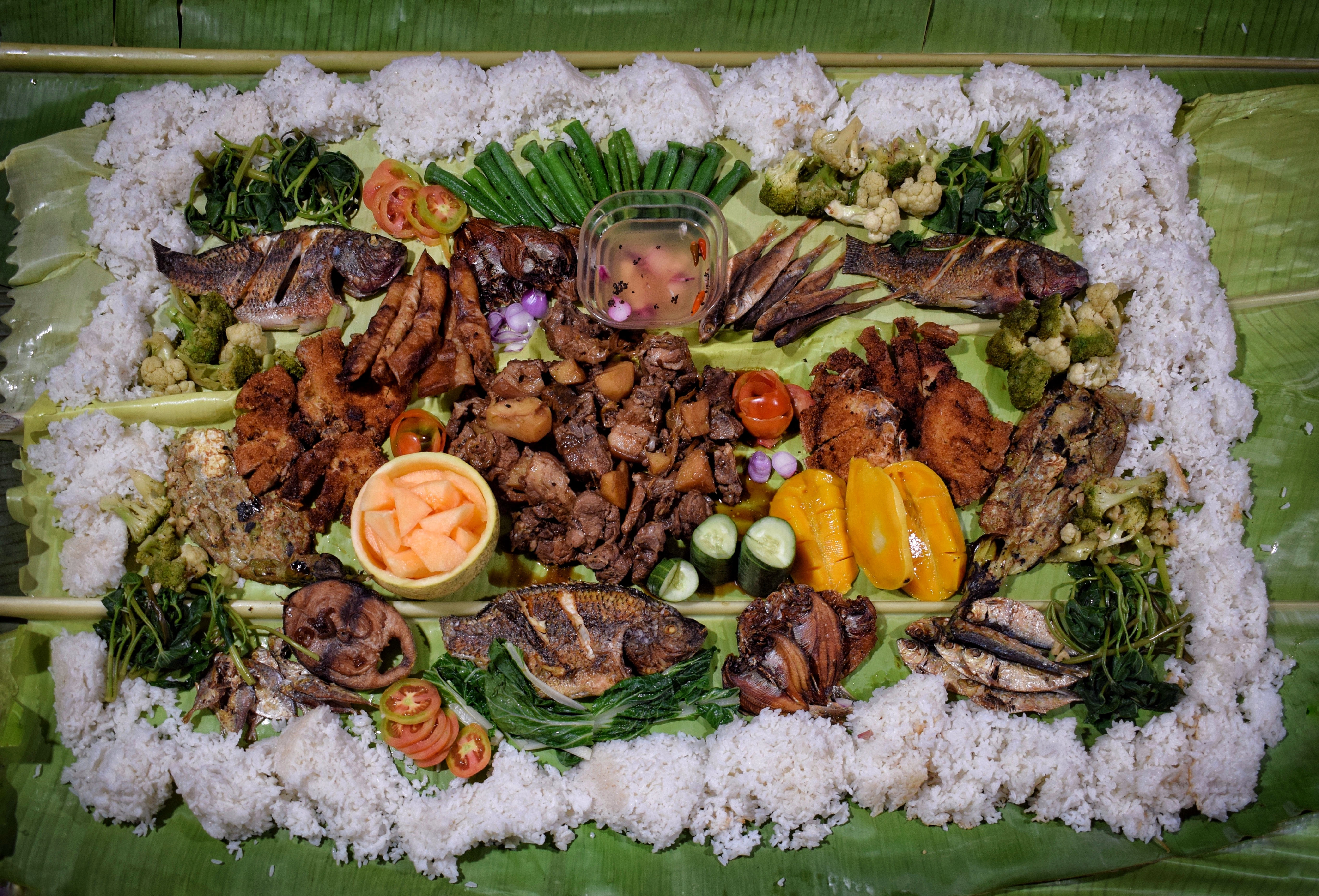
Le kamayan, un repas convivial philippin sur feuille de bananier.
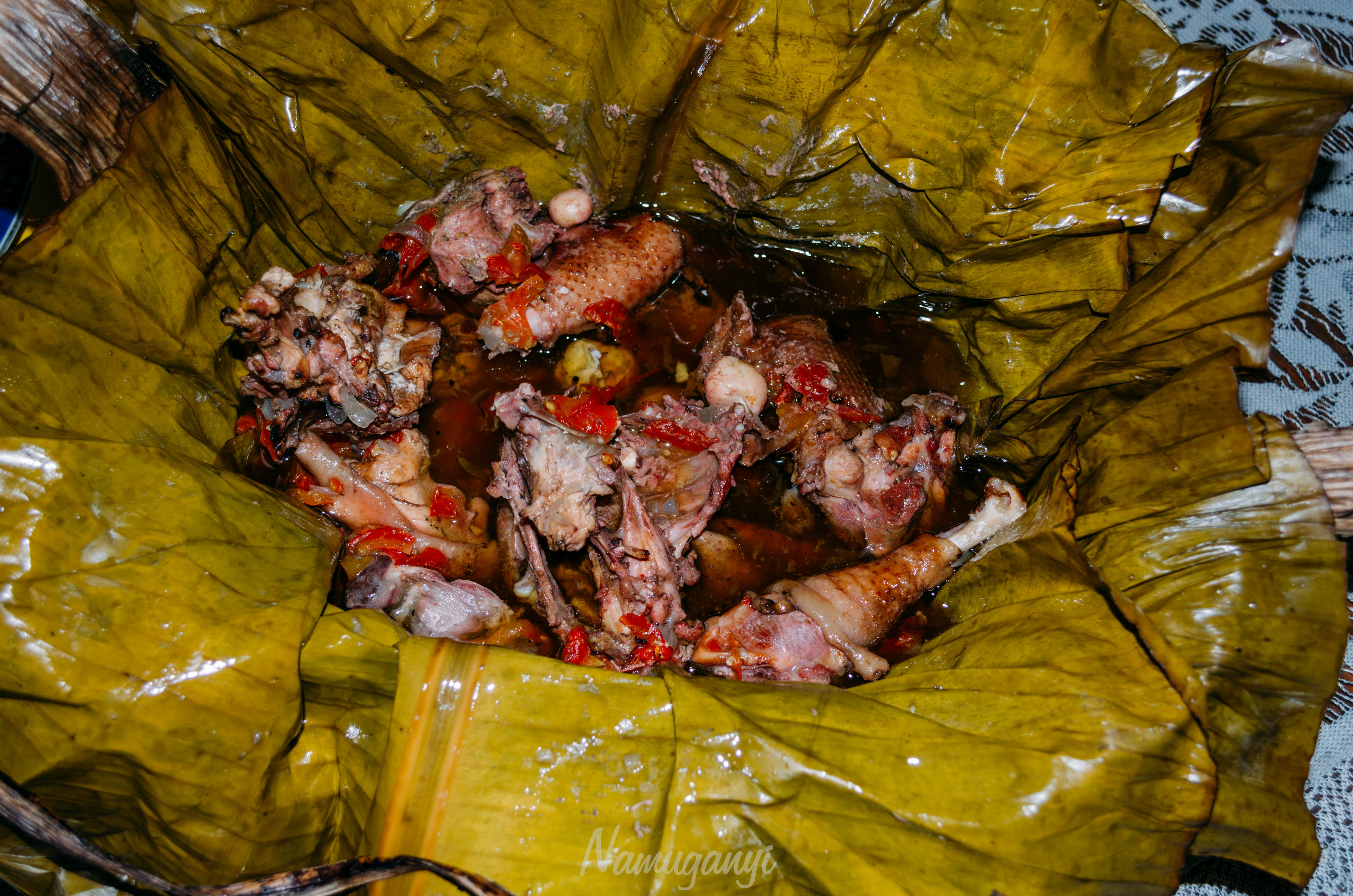
Un luwombo de poulet en Ouganda, cuit à la vapeur enrobé dans une feuille de bananier.
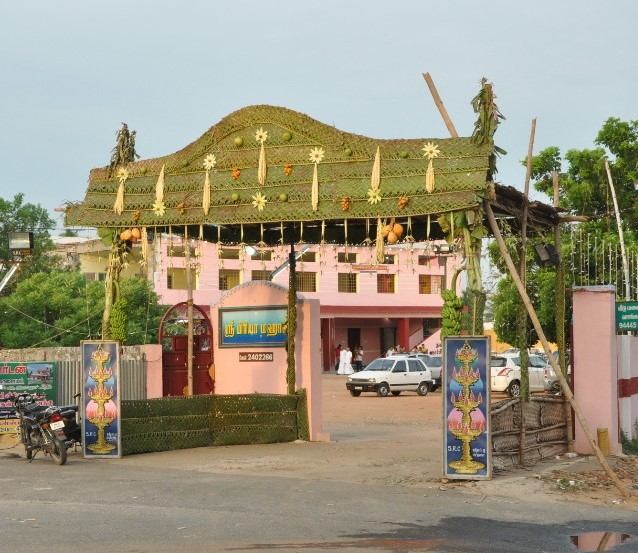
Des feuilles de bananier de chaque côté d'un torana végétal, à l'entrée d'une salle de mariage dans le sud de l'Inde.
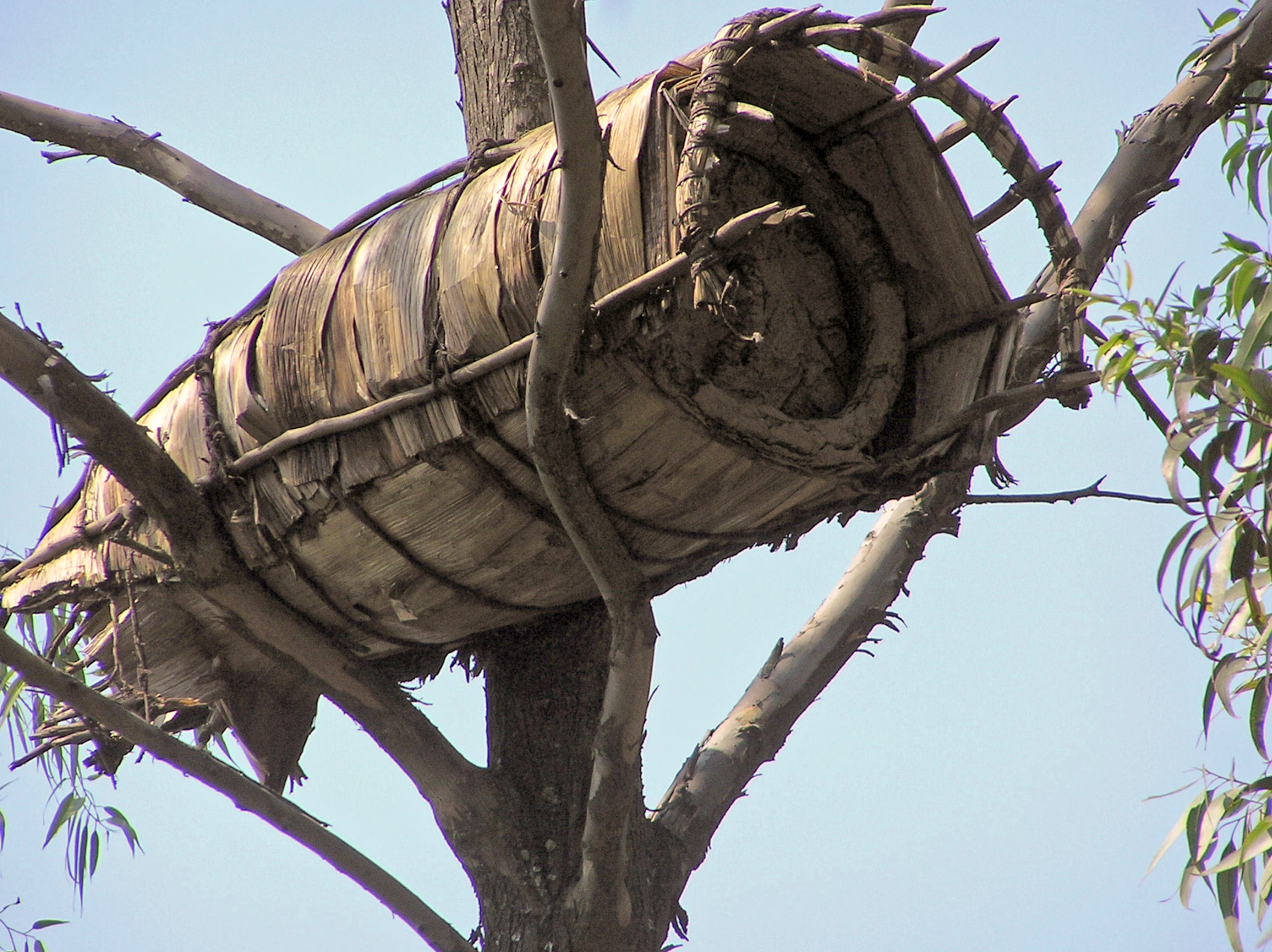
Une ruche artisanale faite en bois et en feuille de bananier au Rwanda.